# Schloss Amerang

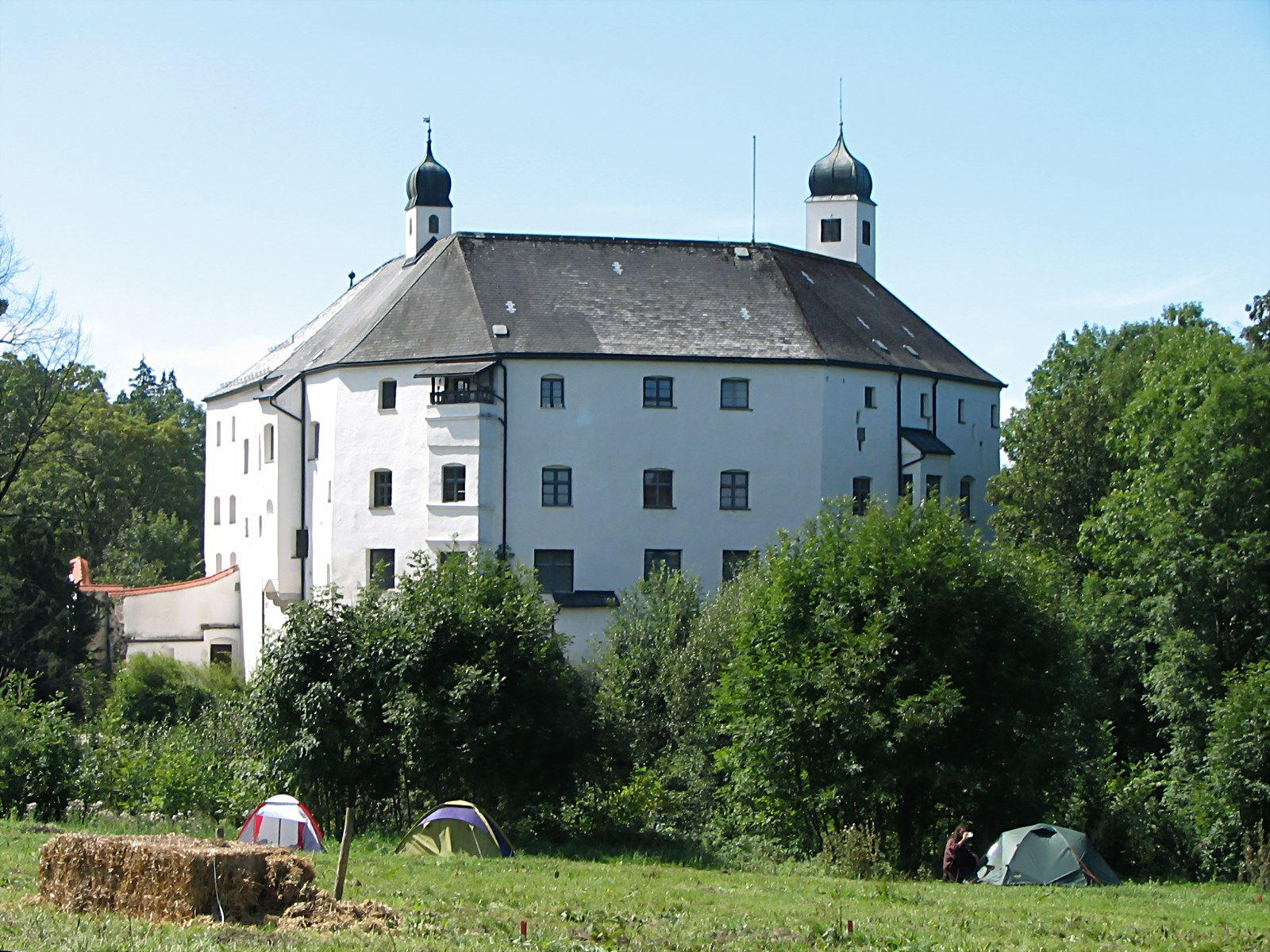
Ansicht des Schlosses Amerang von Norden

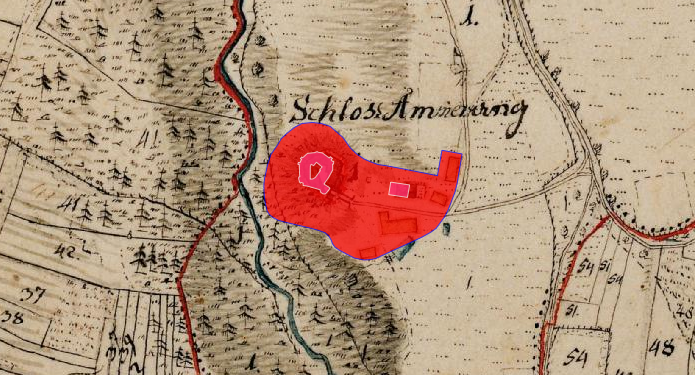
Lageplan von Schloss Amerang auf dem Urkataster von Bayern

Schloss Amerang ist ein Schloss in Oberratting, einem Gemeindeteil der Gemeinde Amerang im oberbayerischen Landkreis Rosenheim. Es steht auf einem steilwandigen Felskegel südlich der Ortschaft und prägt dessen Silhouette. Die Anlage ist unter der Aktennummer D-1-87-113-8 als Baudenkmal verzeichnet. „Untertägige mittelalterliche und frühneuzeitliche Befunde im Bereich von Schloss Amerang und seiner Vorgängerbauten mit zugehörigem Wirtschaftshof“ werden zudem als Bodendenkmal unter der Aktennummer D-1-8039-0056 geführt.
Seine Wurzeln liegen in einer Burg des 11. Jahrhunderts, die durch die Scaliger im 16. Jahrhundert zu einem Schloss mit Anleihen aus der italienischen Renaissance umgebaut und erweitert wurde. Der Innenhof des Schlosses zählt mit seinen dreistöckigen Arkadengängen zu den ältesten Bauten der frühen Renaissance in Bayern. Als Besonderheit besitzt die im Grundriss fast kreisförmige Anlage in ihren 40 Innenräumen keinen einzigen rechten Winkel.
Das Schloss ist seit fast 200 Jahren Wohnsitz der freiherrlichen Familie von Crailsheim, die es zugleich als Hotel, Restaurant und Veranstaltungsort nutzt. Einige Innenräume des denkmalgeschützten Gebäudes können im Rahmen von Führungen besichtigt werden.

## Geschichte

### Anfänge

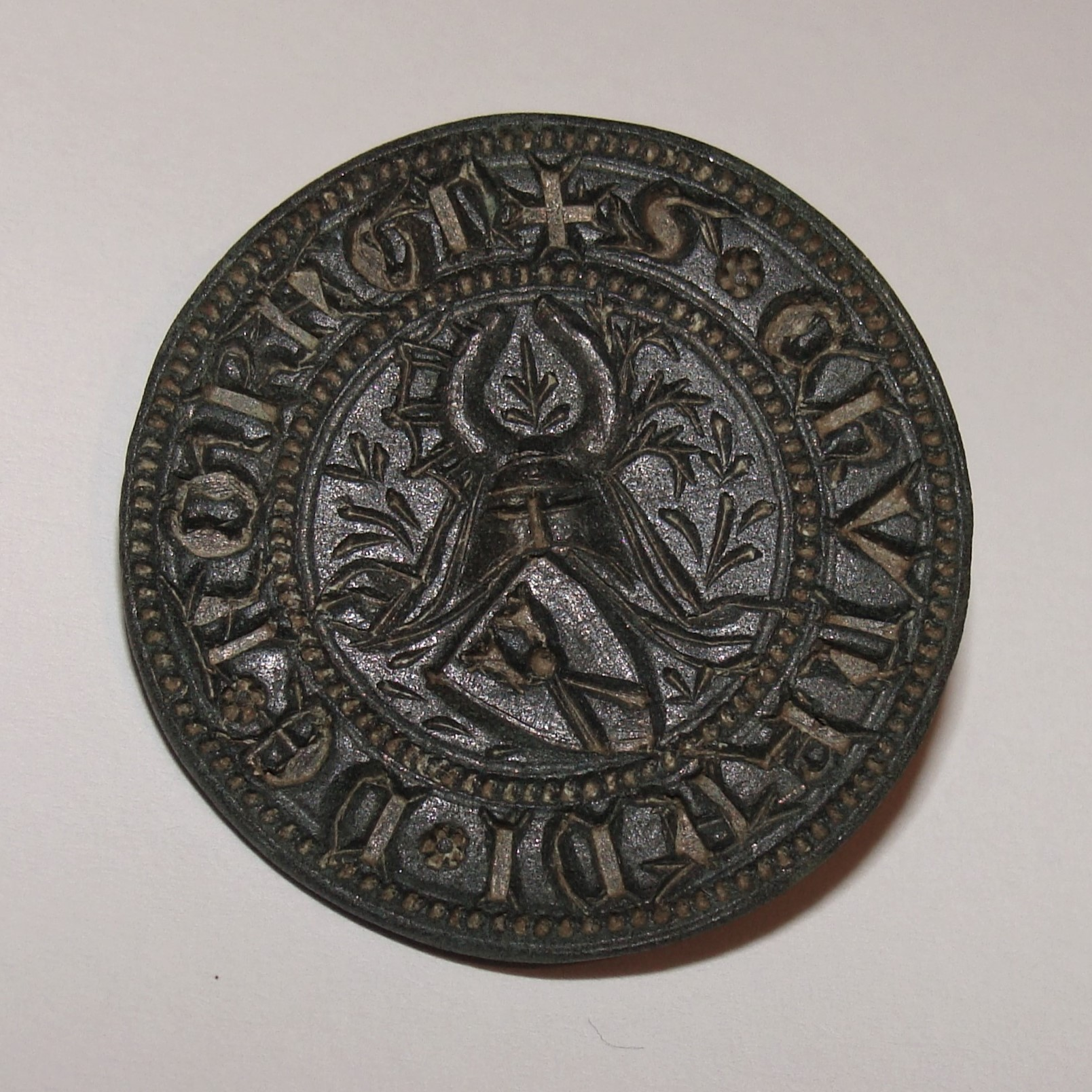
Petschaft – Siegel 14. Jh. Lesung der Umschrift: S.CHUNRADI DE AMRAGN (Konrad von Amerang).

Schon im 11. Jahrhundert stand am heutigen Ort eine Burg, die für 1072 erstmals belegt ist, denn in einer Schenkungsurkunde findet ein Pato de Amirangen Erwähnung. Die vermutlich hölzernen Bauten dieser ersten Anlage sind heute vollkommen verschwunden. Nachfahren des Pato, die Edelfreien zu Amerang und Burgschleinitz, errichteten wahrscheinlich den heute noch teilweise erhaltenen massiven Bergfried. Als diese Familie 1260 ausstarb, beerbte sie ein Adelsgeschlecht, das sich von Amerang zu Amerang nannte. Bis etwa 1330 gehörte die kleine Anlage den Herren von Amerang. Das letzte männliche Mitglied dieser Familie war Nikolaus II. von Amerang. Er setzte vermutlich seine beiden Neffen Seifried und Otto von Laiming als Erben ein, denn seine Schwester Anna hatte in das Haus der Laiminger Turniervögte eingeheiratet. Nach Nikolaus’ Tod im Jahr 1330 herrschten fortan die Laiminger auf Amerang. Seit jener Zeit wurde die Herrschaft als Hofmark bezeichnet, welche die niedere Gerichtsbarkeit bis zur Mitte des 19. Jahrhunderts besaß. Nachdem sich die Familie 1404 in zwei Linien gespalten hatte, nutzten beide Zweige die Burg gemeinsam. Deren Status als Ganerbenburg dokumentierte lange Zeit eine mächtige Quermauer, welche die Anlage in zwei Hälften teilte. Die Laiminger veränderten die Anlage am Ende des 15. Jahrhunderts zu einem spätgotischen Wohn- und Wehrbau in Form einer Randhausburg.

### Renaissance bis Neuzeit

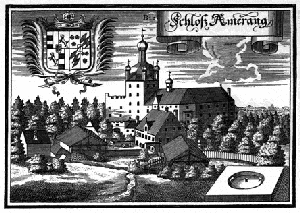
Schloss Amerang auf einem Stich von Michael Wening, um 1700

Wappen der Scaliger

Letzter männlicher Laiminger auf Amerang war Christoph. Er ließ 1512 die Burgkapelle erweitern. Durch die Heirat seiner Tochter Margaretha 1497 mit Johann della Scala dem Älteren kam die Burg nach Christophs Tod im Jahr 1542 an die Scaliger, den letzten Zweig einer einst mächtigen oberitalienischen Adelsfamilie, die von 1262 bis 1387 als Herren (Podestàs) über Verona und sein weiteres Umland geherrscht hatten. Die von ihnen erbauten stilistisch prägnanten Scaligerburgen künden noch heute von ihrem großen Einfluss, der sich vom Gardasee bis vor Padua, von den Alpenpässen bis an den Po erstreckte. Nach ihrer Auswanderung nach Deutschland nannten sich die hiesigen Familienmitglieder auch „von der Leiter“, denn das italienische scala bedeutet im Deutschen Leiter, das Wappensymbol der Familie (siehe: Stammliste der Scaliger).

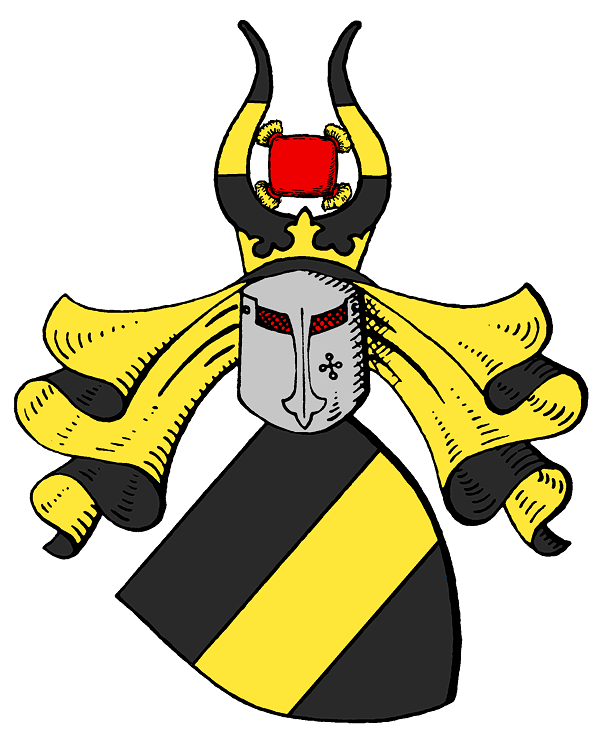
Wappen derer von Crailsheim

Nachdem Schloss Amerang wahrscheinlich durch Brand im Landshuter Erbfolgekrieg 1504/05 zerstört worden war, folgten während des 16. Jahrhunderts die bedeutendsten Baumaßnahmen in der Schlossgeschichte. Um 1570 erfolgte unter Johanns Enkel Hans Warmund von der Leiter der Umbau der Anlage in Formen der Renaissance. Dazu gehörte das Angleichen aller Gebäudedächer auf eine gleichmäßige Höhe, die Vereinheitlichung der äußeren Fassade und der Bau von dreigeschossigen Arkaden im Innenhof, für die das Schloss Amerang bekannt ist. Vergleichbare Arkadenhöfe sind sonst eher in österreichischen und böhmischen Schlössern zu finden, in München entstand fast zeitgleich der Münzhof.
Hans Warmund von der Leiter starb 1592, sein Sohn Hans Dietrich, als letzter Scaliger, 1598. Über seine Schwester Johanna fiel die Hofmark Amerang an die österreichischen von Lamberg, als Johanna 1607 in zweiter Ehe Georg Sigmund Freiherr von Lamberg heiratete. Während ihrer Zeit als Besitzer überstand das Schloss den Dreißigjährigen Krieg unbeschadet. Sie ließen die Anlage baulich größtenteils unverändert, lediglich ein kleines Glockentürmchen auf dem Osttrakt stammt von ihnen. Zudem ließen sie 1805 den Bergfried wegen Baufälligkeit der oberen Geschosse auf die Höhe der angrenzenden Bauten stutzen. Von den Lambergs kam das Schloss 1821 durch Heirat an die heutige Besitzerfamilie, die fränkischen Freiherren von Crailsheim, als Gräfin Wilhelmina Antonia von Lamberg (1803–1883) den Freiherrn Maximilian von Crailsheim (1797–1844) heiratete, der auf Schloss Rügland in Mittelfranken geboren war. Sie ließen noch im selben Jahr den Halsgraben verfüllen. 1887 erfolgte die Vergrößerung zahlreicher Fenster.

### Seit dem 20.Jahrhundert
Bei Kanalausschachtungen in den Jahren 1961 bis 1963 wurden unter dem Schlosshof die mittelalterlichen Mauern und Reste eines romanischen Portals gefunden. Von 1963 bis 1967 ließen die Eigentümer die zum Teil aus behauenem Tuffstein bestehenden Kellergewölbe restaurieren. Anfang der 1990er Jahre belastete das aus dem 19. Jahrhundert stammende Schlossdach die Statik der Anlage dermaßen stark, dass sich 1992 Risse und Sprünge im Mauerwerk zeigten und die Arkaden im Schlosshof einzustürzen drohten. In der Folge wurde der Zugang zum Hof gesperrt und das Schloss für den Besucherverkehr geschlossen. Mit Hilfe öffentlicher Gelder wurde das Schloss von 1995 bis 1998 für 6,6 Millionen DM von Grund auf saniert und so vor dem Verfall gerettet. Einen wichtigen Beitrag bei allen Maßnahmen im Innen- und Außenbereich leistet der 1974 gegründete Förderverein Schloss Amerang.

## Beschreibung
Das Schloss steht auf einer bewaldeten Anhöhe, die an drei Seiten durch bis zu 35 Meter tiefe Bachschluchten geschützt ist. Die vierte Seite im Bereich der Zugbrücke sicherte früher ein Halsgraben. Das vierflügelige Hauptschloss besitzt einen nahezu kreisförmigen Grundriss und hat trotz Umgestaltungen in der Frühen Neuzeit seinen wehrhaften Charakter von außen gut bewahrt. Sein schlichtes und schmuckloses Äußeres wirkt heute noch trutzig und abweisend. Die älteste Bausubstanz des Schlosses wird aufgrund der Datierungen einiger Eichenbalken in die Zeit zwischen 1370 und 1450 geschätzt.
Am Südhang des Schlossbergs liegt das Arboretum Schloss Amerang mit einer Sammlung von Bäumen aus aller Herren Länder. Den Grundstein dazu legte gegen Mitte des 20. Jahrhunderts Krafft Freiherr von Crailsheim.
Auf der gegenüberliegenden Seite befindet sich der Lehrobstgarten des Landkreises Rosenheimes. Beide sind öffentlich zugänglich.
Den Eingang zum Schloss bildet eine kleine Vorhalle am Ostflügel, über deren Portal das Wappen der Grafen von Lamberg mit dem der Scaliger in der Mitte prangt. Der östliche Schlosstrakt bildet gemeinsam mit dem Südflügel den ältesten Teil des Schlosses. Dort finden sich – integriert in den östlichen Schlossteil – die Reste des quadratischen Bergfrieds mit seinen meterdicken Mauern, die im Untergeschoss ein vermeintliches Verlies umschließen. Im ersten Stockwerk des ehemaligen Turms befindet sich die 1997 renovierte spätgotische Schlosskapelle, die dem heiligen Georg geweiht ist. Ihr Altar steht in einem Erker der auf zwei behauenen Granitblöcken ruht. Bereits 1245 ist für Amerang eine Kapelle erwähnt. Die heutige wurde 1513 neu geweiht und besitzt ornamentale Wand- und Deckenmalereien, die wahrscheinlich aus dem 15. und 16. Jahrhundert stammen. Die sonstige Ausstattung des von einem niedrigen Netzgewölbe überspannten Raums stammt aus der Zeit des Barocks. Ein Seitenaltar mit Darstellungen des heiligen Georgs und des heiligen Sigismunds wurde möglicherweise von Georg Sigmund von Lamberg gestiftet und würde somit aus der Zeit von 1600 bis 1632 stammen.
Durch die Eingangshalle gelangt der Besucher in einen trapezförmigen Innenhof, der an drei seiner Seiten mehrstöckige Arkadengänge besitzt. Für diesen Arkadenhof ist das Schloss besonders bekannt, denn er gehört zu den bedeutendsten seiner Art nördlich der Alpen. Die Gänge der dreigeschossigen Bogengänge besitzen Kreuzgratgewölbe, die im Erdgeschoss von Säulen aus Haustein mit nachempfundenen romanischen Würfelkapitellen getragen werden. In den Obergeschossen werden die Bögen von roten Marmorsäulen toskanischer Ordnung getragen. Das Material stammt vielleicht aus der Gegend von Ruhpolding. Erschlossen werden die Geschosse durch ein Treppentürmchen mit achtseitiger Zwiebelhaube im Westflügel, der ebenso wie der nördliche Trakt aus der Zeit der Scaliger stammt und damit der jüngere Teil des Schlosses ist. Der Schlosshof besitzt damit Ähnlichkeiten zu denen von Schwindegg und Tüßling.
Weitere kunsthistorisch bemerkenswerte Innenräume sind die Dreisäulen-Halle, deren Name von den drei Säulen herrührt, die ihr Gewölbe tragen, der sogenannte Rittersaal mit Fresken aus der Zeit um 1570 sowie mehrere Salons mit Ausstattungen im Stil des Barocks, des Rokokos und der Gründerzeit.

## Heutige Nutzung

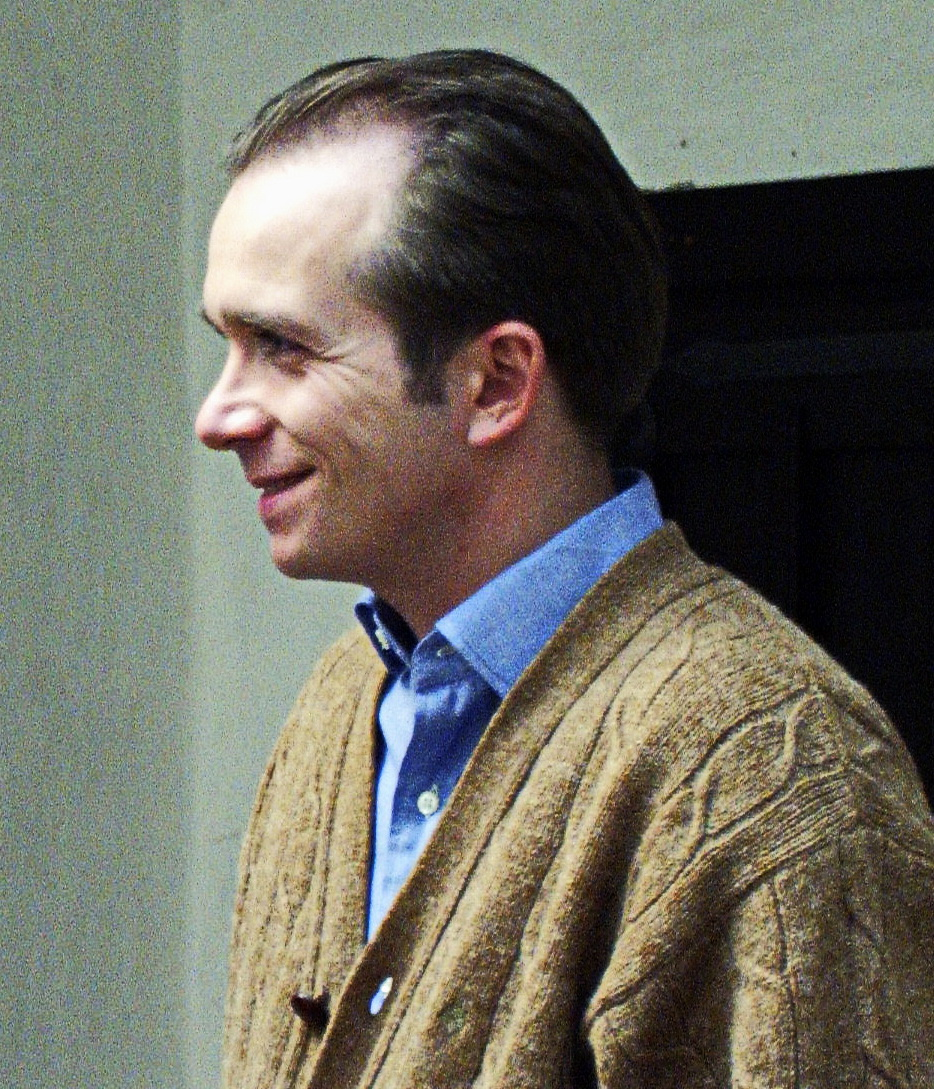
Ortholf von Crailsheim, 2003

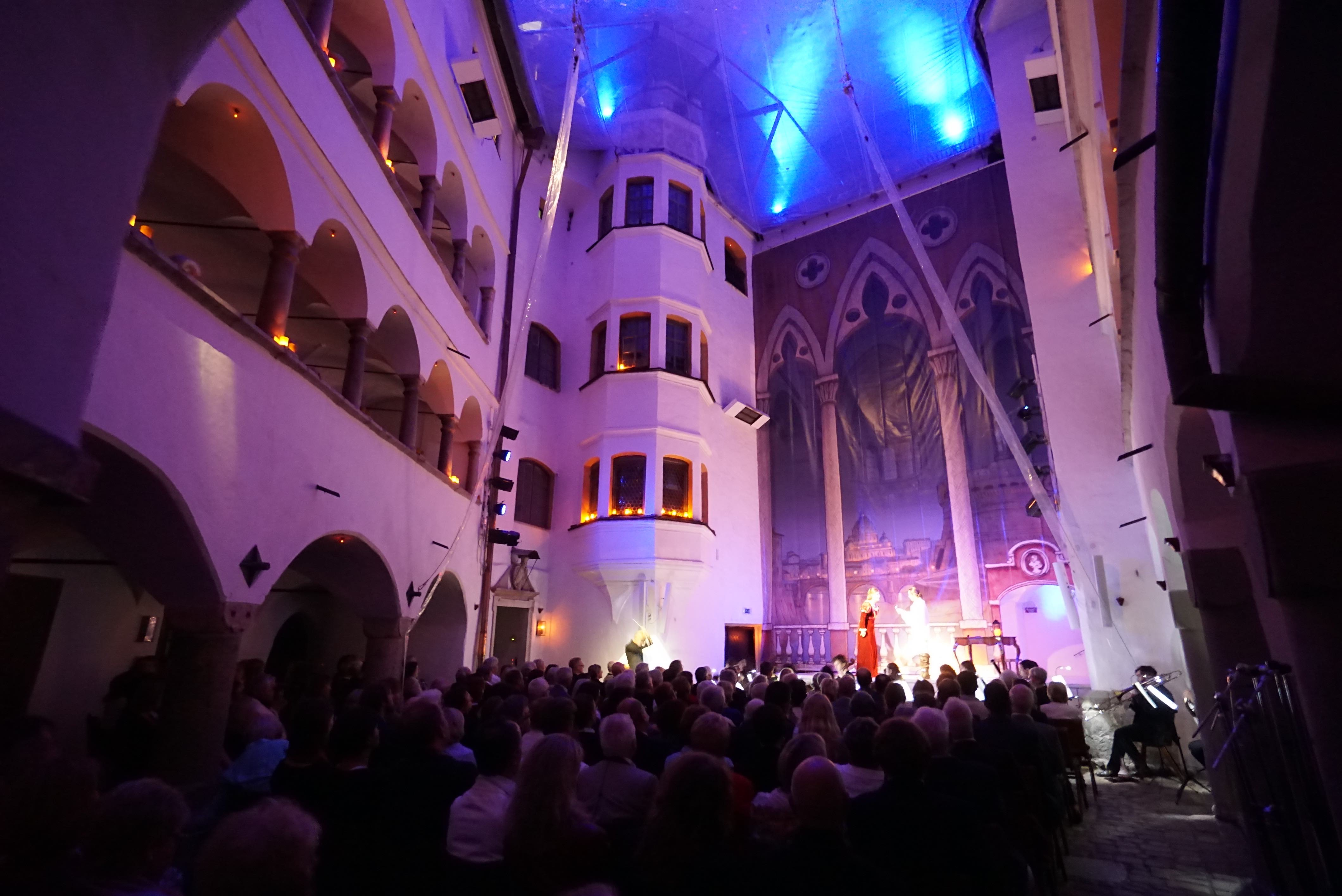
Premiere von Tosca in Schloss Amerang (2015)

Seit 1995 ist Ortholf Freiherr von Crailsheim der Ameranger Schlossherr, der zusammen mit seiner Frau Giulia das Schloss bewohnt und bewirtschaftet. Das Paar macht die Anlage der Öffentlichkeit zugänglich. Führungen durch das Schlossmuseum bieten einen Einblick in die Geschichte des Adelssitzes. Der alte Tiefkeller der Schlossanlage wird gastronomisch genutzt.
Mehrere Räumlichkeiten des Schlosses können für Feiern und Veranstaltungen angemietet werden. Zur Verfügung stehen dabei neben dem Innenhof die Dreisäulen-Halle, der Renaissancekeller, das Scaligerzimmer, der gotische Keller, der barocke Lambergsaal und die Schlosskapelle. In neun Zimmern und Suiten bieten die Eigentümer Übernachtungen an.
Seit 1965 finden die Sommerkonzerte im Arkadenhof des Schlosses statt. Zudem gibt es alljährlich eine Schloss-Weihnacht, ein Gartenfest und ein mehrtägiges Ritterfest. Dort werden dem Besucher ein Lagerleben mit historischen Gruppen, ein mittelalterliches Markttreiben mit Händlern und Handwerkern, Konzerte auf mehreren Bühnen, eine Feuershow, Ritterkämpfe und eine Feldschlacht geboten.
Zum Schloss gehört das Gestüt Schloss Amerang, das sich der Zucht von Pura Raza Españolas widmet und  als „Mejor ganaderia de Alemania 2015“ ausgezeichnet wurde.